# تمبل شوفالييه
تمبل شوفالييه (بالإنجليزية: Temple Chevallier)‏ (و. 1794 – 1873 م) هو رياضياتي، وعالم فلك، وأستاذ جامعي من المملكة المتحدة .
توفي عن عمر يناهز 79 عاماً.

## التعليم
تعلم في كلية بمبروك ‏